# Тимошенко, Клеопатра Васильевна
Клеопатра Васильевна Тимошенко (1901, Херсонская губерния — 1984, Житомир) — советская театральная актриса. Заслуженная артистка УССР. Жена режиссёра Ивана Юхименко.

## Биография
Родилась в 1901 году в бедной крестьянской семье в селе Устья Херсонской губернии, в девятилетнем возрасте осталась сиротой. Сначала ею занимался родной дядя — отставной моряк, а впоследствии её опекунами стали священник Юрий Жевченко и его жена Ольга Горская. При их поддержке, Клеопатра закончила вторую киевскую гимназию и начала учиться в медицинском институте.
Поддерживала связи с этой семьёй даже после развода Юрия Жевченко с женой. Имела роман с Юлием Мордалевичем, но по настоянию Юрия Жевченко прекратила с ним отношения.
Из-за болезни прервала учёбу в мединституте и решила к нему не возвращаться. В 1925 году стала ученицей Студии актёрского мастерства при Полтавском театре имени Т. Шевченко, а с 1926 года и актрисой этого театра.
С 1926 года была замужем за режиссёром Иваном Юхименко, растила с ним сына и дочь.
В 1927 году стала артисткой Одесской госдрамы, впоследствии работала в таких ведущих театрах Украины как Харьковский краснозаводской театр (1928—1930), Днепропетровский театр им. Т. Шевченко (1930—1932), Государственный Театр Революции (1932—1934), Одесский театр Революции (1934—1938), Харьковский театр Ленинского комсомола (1938—1940). В конце 1940 года была переведена в Черновицкий музыкально-драматический театр, где работала до начала военных событий на территории Украины. Там вместе с мужем и другими актёрами посетила Ольгу Кобылянскую.
Из Черновцов перебралась в Харьков.
28 сентября 1941 года в Харькове как и её муж были арестованы за «антисоветскую агитацию», ей напомнили давнее знакомство с Юлием Мордалевичем. Пятилетнее заключение отбывала в Казани. В 1946 году была освобождена, в 1956 году — реабилитирована. Её муж из Казани не вернулся, умер там в 1943 году.
С 1946 года — одна из ведущих актрис Житомирского областного драматического театра.

## Избранные спектакли и роли
- Тарас Шевченко — Оксана Оберемко
- Гроза — Екатерина
- Калиновая роща — Надежда Романюк
- Овод — Джема
- Глубокие корни — Алиса Лэнгдон
- Маруся Богуславка — Маруся
- Республика на колёсах — Люська
- Платон Кречет — Лида
- Гайдамаки — Оксана
- Лесная песня — Мавка
- Украденное счастье — Анна

## Награды
- Медаль «За трудовую доблесть» (7 марта 1960)[3].
- Заслуженная артистка Украинской ССР.